# Durnovaria
Durnovaria è la forma latina del nome britannico per la città romana  di Dorchester nell'attuale contea inglese del Dorset.

## I Romani al Maiden Castle
Il centro della popolazione pre-romana nell'area sembra essere stato la hill fort di Maiden Castle, due miglia a sud-ovest dal centro della città. Gli abitanti pare abbiano resistito all'invasione romana. Il loro cimitero di guerra (scavato negli anni '30 da Mortimer Wheeler) successivamente divenne il sito di un tempio romano-britannico nel IV secolo.

## Dorchester romana
Il sito dell'attuale Dorchester può essere originariamente stato un piccolo forte di guarnigione per la Legio II Augusta stabilitasi brevemente dopo la conquista romana. Quando i militari se ne andarono, intorno al 70 a.C., Durnovaria divenne un insediamento civile, apparentemente la civitas Durotrigum della confederazione tribale dei Durotrigi. Delle lance furono trovate negli scavi che servivano per il deposito di elementi di fondazione rituale Un piano stradale organizzato fu sviluppato, ignorando i più antichi confini, le strade fiancheggiate da strutture in legname scanalato da costruzione; furono eretti edifici pubblici comprese le thermae e realizzato artificialmente un approvvigionamento d'acqua. La cittadina sembra essere diventata una delle capitali gemelle per la tribù locale dei Durotrigi. Esso fu un importante centro commerciale locale, particolarmente per il marmo di Purbeck, l'argilla e le industrie di porcellana da Poole Harbour e New Forest. La cittadina rimase piccola, intorno alle aree centrali e meridionali dell'attuale insediamento, fino all'espansione verso nord-ovest, intorno a Colliton Park, nel II secolo. Dalla metà di questo secolo, furono aggiunte fortificazioni alla cittadina e un monumento "recintato" (henge) neolitico venne riconvertito per uso anfiteatrale. Il terzo secolo vide la prima sostituzione degli edifici in legno con quelli in pietre, un tardivo sviluppo inatteso nell'area che ha diverse buone possibilità per l'approvvigionamento di pietre per gli edifici C'erano molte belle case per famiglie ricche e i loro pavimenti musivi scavati fanno pensare a una scuola di mosaico d'arte che ebbe una bottega nella cittadina, e sembra che i suoi membri abbiano viaggiato nella zona per eseguire pavimenti musivi nelle ville romane lontano dalla stessa Durnovaria. Un grande cimitero cristiano tardo-romano è stato portato alla luce dagli scavi a Poundbury, precisamente ad ovest della cittadina, ma poco si conosce della decadenza di Durnovaria dopo la partenza dell'amministrazione romana. Il nome, comunque, sopravvisse per diventare l'Anglosassone Dornwaraceaster e il moderno 'Dorchester'.

## Resti archeologici

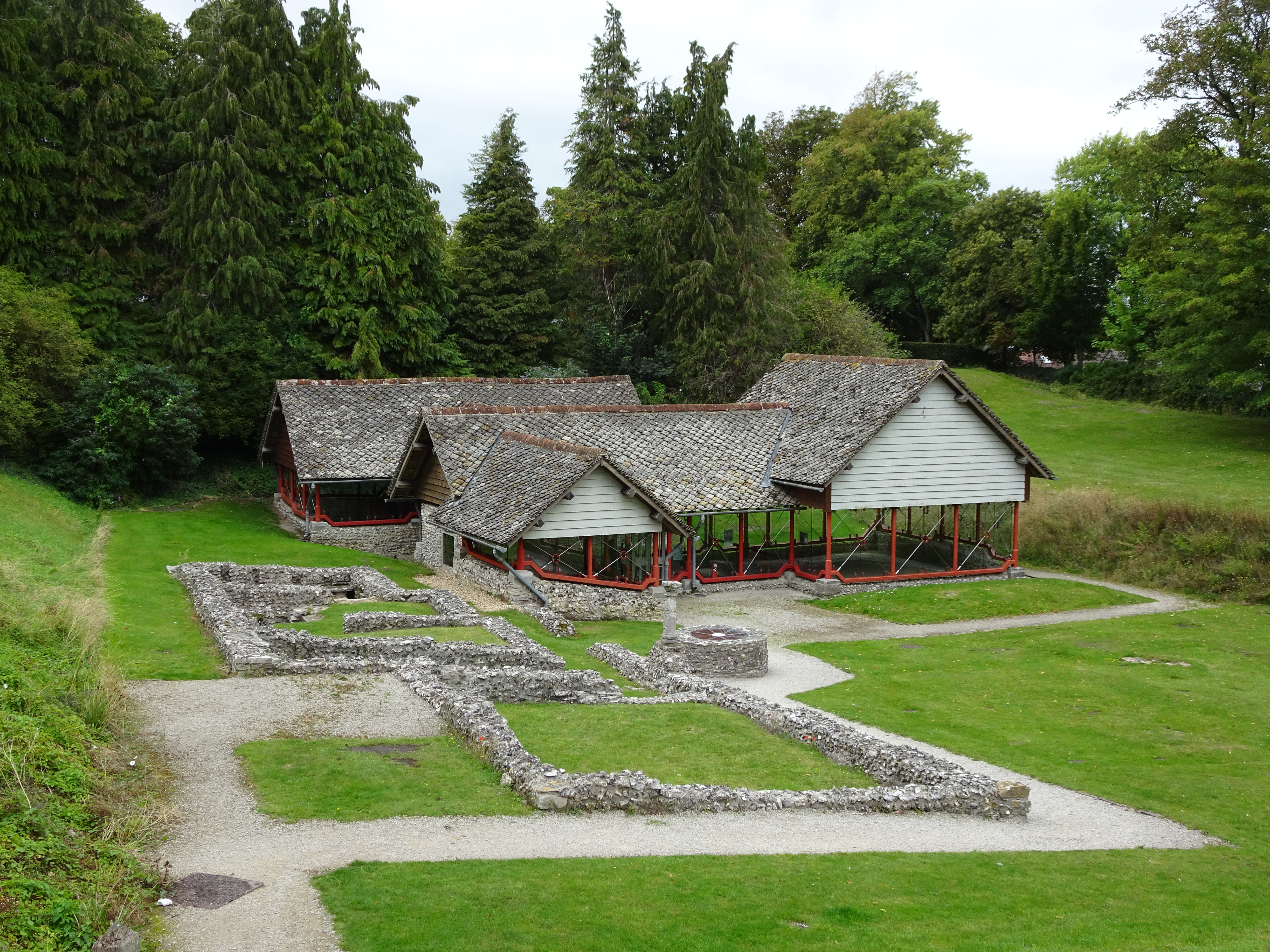
Rovine di una casa nella città romana

La città conserva ancora caratteristiche romane, incluso parte delle mura e le fondazioni di una casa, le quali sono liberamente accessibili vicino a County Hall. Ci sono molti reperti romani nel County Museum. I romani costruirono un acquedotto per approvvigionare la città, ma ne restano solo poche tracce nei pressi di Whitfield Farm (Dettagli). Vicino al centro della città si trova Maumbury Rings, un'antica fortificazione britannica riconvertita dai romani in anfiteatro, e a nord-ovest c'è Poundbury Hill, un'altra fortificazione pre-romana.
Ci sono poche prove per sapere se Durnovaria sopravvisse o no nella Britannia postromana: Gildas regista una tradizione, testimoniata nel De excidio et conquestu Britanniae III, di 28 di città e parecchi castelli dei felici tempi andati dei quali non viene fornito nessun nome. Sopravvivendo, i confini settentrionali della regione amministrativa, o civitas incluse nel Dorset, giunsero lontano fino Selwood, segnando la divisione della contea fra Somerset e Wiltshire fino ad oggi. Nel periodo postromano, poiché i centri urbani furono progressivamente abbandonati, i centri di amministrazione e giustizia, quali essi furono, generalmente furono rimossi per poter costruire roccaforti. Il sito della città è attestato come Dornwaraceaster nel IX secolo, poi accorciato in 'Dornaceaster, documentato per la prima volta nel 937.